# Почтовые марки России
Почто́вые ма́рки Росси́и — выпуски почтовых марок на территории России в течение исторических периодов, соответствующих следующим государствам:
- Российской империи (до 1917 года, включая появление первых марок в 1857 году),
- Российской республике (1917),
- Советской России и РСФСР (1917—1923) и
- Российской Федерации (с 1992 года).

С августа 1923 по январь 1992 года на всей территории РСФСР имели хождение почтовые марки СССР.

## Российская империя

### Домарочные знаки почтовой оплаты
Ранние знаки почтовой оплаты в виде штемпельных конвертов («кувертов») появились в России в 1840-х годах: с 1845 года — на территории Великого княжества Финляндского и в Санкт-Петербурге, с 1846 года — в Москве и с 1848 года — повсеместно.

### Марки Великого княжества Финляндского
Первые почтовые марки на территории Российской империи были выпущены 3 марта 1856 года Великим княжеством Финляндским. Эти марки использовались для оплаты как внутренней, так и международной корреспонденции.
- Первые марки Финляндии (1856)
- 5 копеек (Mi #1; Yt #1)
- 10 копеек

### Имперские выпуски
Первые общегосударственные почтовые марки вышли в Российской империи 10 (22) декабря 1857 года[≡]. В этот же день они поступили в продажу на московском и петербургском почтамтах. С 1 января 1858 года марки стали официально употребляться для оплаты простой внутренней корреспонденции на всей территории России, кроме Кавказа, Закавказья и Сибири, где их применение началось с 1 марта 1858 года.
В августе 1863 года для удобства оплаты писем, отправляемых по городской почте Санкт-Петербурга и Москвы, Почтовый департамент утвердил к выпуску марку городской почты номиналом в 5 копеек[≡], что соответствовало тарифу городского письма. Марка была изъята из обращения в 1865 году.
В мае 1866 года для Санкт-Петербургского городского общественного телеграфа была выпущена первая телеграфная марка[≡].
- Примеры марок Российской империи 1860-х годов
- 1863: 5-копеечная марка городской почты (Yt #7A)[^]
- Письмо из Варшавы в Баден (Нижняя Австрия), франкированное стандартными марками Российской империи 1866 (10 копеек) и 1865 (1 и 3 копейки) годов выпуска
- 1866: первая телеграфная марка России (20 копеек). Ныне известно всего 10 экземпляров (раритет мирового класса)[^]

В связи с началом русско-японской войны в декабре 1904 года по заказу Императорского женского патриотического общества были выпущены первые почтово-благотворительные марки России с 3-копеечной надбавкой в пользу сирот воинов действующей армии, находившихся под покровительством общества.
Второй выпуск почтово-благотворительных марок Российской империи состоялся в начале Первой мировой войны в ноябре 1914 года также по ходатайству Императорского женского патриотического общества. Часть дохода от этих марок отчислялась в фонд помощи раненым и семьям погибших воинов.
Выпуск 1914 года был повторён в 1915 году в несколько изменённом исполнении.
В 1913 году в России праздновалось трёхсотлетие династии Романовых. В честь этого юбилея по заказу Главного управления почт и телеграфов 1 января 1913 года была выпущена первая и единственная коммеморативная серия почтовых марок Российской империи. На миниатюрах копеечных номиналов были помещены портреты монархов дома Романовых: 1 и 4 копейки — Пётр I (с гравюры Луи Сент-Обена и картины Г. Кнеллера, соответственно), 2 копейки — Александр II, 3 копейки — Александр III, 14 копеек — Екатерина II (с гравюры Г. И. Скородумова), 15 копеек — Николай I, 20 копеек — Александр I (с акварели Дж. Дау), 25 копеек — Алексей Михайлович, 35 копеек — Павел I (с оригинала Ж. Л. Вуаля), 50 копеек — Екатерина II (с гравюры Е. П. Чемесова) и 70 копеек — Михаил Фёдорович. Для трёх марок рублёвого достоинства (1, 2 и 3 рубля) были взяты фотографии панорамы Московского Кремля, Зимнего дворца в Санкт-Петербурге и дома бояр Романовых в Зарядье в Москве. Портрет правящего в то время императора Николая II был помещён на три марки номиналами в 7 и 10 копеек и 5 рублей. Эскизы марок выполнили художники И. Я. Билибин, Р. Г. Зариньш и Е. Е. Лансере[≡].
Большое количество выпусков марок Российской империи изобилует разнообразными ошибками печати. Некоторые из них являются очень редкими и пользуются повышенным спросом на аукционах ввиду небольшого количества сохранившихся экземпляров. Другие встречаются довольно часто, например, ошибки печати на марках номиналом в 1 рубль выпуска 1917 года.
- Ошибки печати разных выпусков марок Российской империи
- Смещение герба (25 коп.)
- Смещение фона (20 коп.)
- Двойная печать (5 коп.)
- Двойная печать (2 коп.)
- Смещение фона (50 коп.)
- Двойная печать фона (25 коп.)
- Двойная печать герба (20 коп.)
- Отсутствие фона (20 коп.)
- Смещение фона (3,50 руб.)
- Смещение герба (5 руб.)
- Смещение фона (7 коп. 1905 года)
- Смещение фона (7 коп. 1905 года)

### Земские марки
В 1865 году земствам разрешили учреждать почту со своими правилами и таксами. Одновременно им предоставили право иметь и свои почтовые марки с непременным условием, чтобы марки эти по своему рисунку не имели ничего общего с марками государственной почты.
В каталоге «Земские почтовые марки», изданном под редакцией Ф. Г. Чучина в 1925 году, указано, что первая земская марка появилась в Шлиссельбургском уезде Санкт-Петербургской губернии в 1865 году[≡]. Однако исследователь земских марок и автор ряда статей о земской почте Ю. Рудников на основании архивных документов доказал, что почта в Шлиссельбургском уезде была открыта лишь в 1877 году. По всей видимости, первая земская марка была выпущена в Верхнеднепровском уезде Екатеринославской губернии 1 декабря 1866 года[≡].
- Претендентки на звание первой земской почтовой марки
- Марка Шлиссельбургского уезда Санкт-Петербургской губернии[^]
- Марка Верхнеднепровского уезда Екатеринославской губернии[^]

Земская почта существовала практически во всех уездах, но правом выпуска марок воспользовалась лишь 121 уездная земская управа. Одновременно с марками в некоторых местах выпускали и штемпельные конверты. Начиная с 1884 года выпуск земских марок перешёл в ведение правительства и их стали печатать в Экспедиции заготовления государственных бумаг (ЭЗГБ).

### Русская почта за границей
В конце XIX — начале XX веков для нужд контор русской почты за границей использовались обычные российские марки или издавались ЭЗГБ (а иногда и на местах) специальные почтовые марки. Их номиналы указывались в российской или местной валюте. Почтовые марки, в частности, выпускались для русской почты в Османской империи («Русский Левант»)[≡], Китае и на острове Крит.

## Российская республика иРСФСР
Решение о выпуске почтовой марки с новой символикой Временное правительство приняло сразу после Февральской революции. Летом 1917 года Министерство почт и телеграфов объявило конкурс на лучший рисунок новой почтовой марки, по окончании которого направило в ЭЗГБ заказ на изготовление двух марок номиналами в 35 и 70 копеек, с изображением руки с мечом, разрубающим цепь. Часть тиража отпечатали ещё до октября 1917 года. В феврале, а возможно и в январе 1918 года отпечатанные марки малыми партиями начали поступать в обращение в Советской России. Вторично марки были утверждены 22 мая 1918 года новым наркомом почт и телеграфов В. Н. Подбельским. Однако марки вышли в обращение только 25 октября (7 ноября) 1918 года, как раз к первой годовщине Октябрьской революции.
В 1918 году советским правительством было принято решение впредь до особого распоряжения пустить в обращение марки Российской империи тринадцатого, семнадцатого и последующих выпусков. С ноября 1918 по 1923 год, по мере расходования старых запасов, эмитировались повторные тиражи стандартных марок России семнадцатого, девятнадцатого и двадцать второго выпусков. Эти марки имели официальное почтовое хождение на всей территории РСФСР, включая нынешние Узбекистан, Казахстан, Киргизию, Таджикистан и Туркменистан. Почтово-благотворительные марки России 1914—1915 годов, марки восемнадцатого (юбилейного) выпуска были изъяты из обращения 5 марта 1920 года, марки стандартных выпусков находились в обращении до 31 марта 1923 года. В качестве почтовых использовались также гербовые, сберегательные и контрольные марки.
Первая серия из пяти стандартных марок оригинального рисунка с новым названием государства — «РСФСР», вышла 10 августа 1921 года:
- Марки из первого стандартного выпуска РСФСР (1921)
- Символы крестьянского труда (ЦФА [АО «Марка»] #3; Sc #177)
- Символы рабочего труда (ЦФА [АО «Марка»] № 5)
- Эмблема «Серп и молот» (ЦФА [АО «Марка»] № 6)
- Аллегория «Освобождённый пролетарий» (ЦФА [АО «Марка»] #7; Sc #187)
- Символы науки и искусства
 (ЦФА [АО «Марка»] № 10)

В ноябре 1921 года вышла первая серия коммеморативных марок РСФСР, посвящённая 4-й годовщине Октябрьской революции:
- 100 рублей (ЦФА [АО «Марка»] № 25)
- 250 рублей (ЦФА [АО «Марка»] № 26)
- 1000 рублей (ЦФА [АО «Марка»] № 27)

В декабре того же года состоялся первый почтово-благотворительный выпуск марок в помощь голодающим Поволжья. Всего же состоялось три подобных выпуска, два из которых (первый и третий) имели оригинальные рисунки.
- Почтово-благотворительные выпуски РСФСР
- Марка из первого выпуска, 1921 (ЦФА [АО «Марка»] № 28) (Mi #165x; Sc #B14)
- Марки из второго выпуска, 1922 (ЦФА [АО «Марка»] № 33—37) (Mi #174b—175c; Sc #B19—B23). Надпечатка «Р. С. Ф. С. Р. голодающим» на первых марках РСФСР

- Третья серия почтово-благотворительных марок «Голодающим» (1922, 25 рублей каждая, но без указания номинала)
- Пароход (ЦФА [АО «Марка»] № 50) (Mi #197; Sc #B34)
- Поезд (ЦФА [АО «Марка»] № 51) (Mi #198; Sc #B35)
- Почтовый автомобиль[англ.] (ЦФА [АО «Марка»] № 52) (Mi #199; Sc #B36)
- Самолёт (ЦФА [АО «Марка»] № 53) (Mi #200; Sc #B37)

Ещё два почтово-благотворительных выпуска (от 19 августа 1922 и 1 мая 1923 года) известны под названиями «Филателия — детям» и «Филателия — трудящимся». Они находились в обращении только один день и на почтовых отправлениях встречаются крайне редко.
- Почтово-благотворительный выпуск с надпечаткой «РСФСР. Филателия — детям. 19—8—22» (1922)
- 1 копейка, без зубцов (ЦФА [АО «Марка»] № 43)
- 1 копейка, с зубцами (ЦФА [АО «Марка»] № 44)
- 2 копейки (ЦФА [АО «Марка»] № 45)
- 3 копейки (ЦФА [АО «Марка»] № 46)
- 5 копеек (ЦФА [АО «Марка»] № 47)
- 10 копеек (ЦФА [АО «Марка»] № 48)

- Почтово-благотворительный выпуск с надпечаткой «Филателия — трудящимся. 1 мая 1923 г.» (1923)
- 1 р. + 1 р. / 10 р.,
надпечатка золотая (ЦФА [АО «Марка»] № 87)
- 2 р. + 2 р. / 250 р., надпечатка бронзовая (ЦФА [АО «Марка»] № 88)
- 4 р. + 4 р. / 5000 р., надпечатка бронзовая (ЦФА [АО «Марка»] № 89)
- 4 р. + 4 р. / 5000 р.,
надпечатка серебряная
 (ЦФА [АО «Марка»] № 90)

В ноябре 1922 года была выпущена первая авиапочтовая марка РСФСР — миниатюра номиналом в 45 рублей из серии «5-летие Октябрьской революции» в изменённом цвете, с красной надпечаткой контура самолёта[≡]. Она продавалась на почтамте Москвы и предназначалась для оплаты дополнительного авиапочтового сбора за пересылку корреспонденции по авиатрассе Москва — Кёнигсберг.
- Первая авиапочтовая марка РСФСР, 1922 (Sc #C1)[^]
- Марка контрольного сбора по заграничному обмену ЦКПГ при ВЦИК (ЦФА [АО «Марка»] #К1; Mi #1)[^]

Помимо общегосударственных имели место и специальные выпуски, так, например, в 1922 году уполномоченным Центральной Комиссии помощи голодающим было выпущено две марки для оплаты сборов с почтовых отправлений за границу, направлявшихся в порядке международного филателистического обмена[≡].
С августа 1923 года на территории РСФСР в обращение поступили марки СССР.

### Выпуски периода гражданской войны
Выпуски в годы гражданской войны — чаще всего надпечатки, которые производились в основном для переоценки имеющихся запасов марок неходовых номиналов или же как контрольные для подтверждения принадлежности созданным административным образованиям. Реже производились выпуски марок оригинальных рисунков. Так, например, известны марки оригинальных рисунков, выпущенные Отдельным корпусом Северной армии, выпуски Северной Ингерманландии, Главного командования ВСЮР и Чехословацкого корпуса в России:
- Примеры почтовых марок, имевших хождение на территории России во время гражданской войны
- 1919: Главное командование ВСЮР, «Единая Россія»
 (Mi #4B; Yt #37)
- 1919: Отдельный корпус Северной армии
 (Mi #16; Yt #2)
- 1920: Северная Ингрия
 (Mi #10; Yt #10)
- 1920: Чехословацкий корпус (Mi #3; Yt #3)

## Российская Федерация

### Первые выпуски
10 января 1992 года в обращение вышла серия из трёх первых марок Российской Федерации. Выпуск был посвящён XVI зимним Олимпийским играм в Альбервиле. На миниатюрах художник Юрий Арцименев изобразил такие виды спорта как: лыжное двоеборье, фристайл и бобслей.
В феврале 1992 года состоялся первый выпуск стандартных марок Российской Федерации номиналом в 20 и 30 копеек. На них были изображены Георгий Победоносец[≡] и памятник «Тысячелетие России».
Первый почтовый блок вышел в январе 1992 года и был посвящён охране природы. Первый коммеморативный выпуск состоялся в феврале 1992 года — это был почтовый блок, посвящённый 750-летию Ледового побоища.
|                                                            | |
| 1992: первый почтовый блок Российской Федерации (Sc #B185) | 1992: первый коммеморативный выпуск России. Почтовый блок, посвящённый 750-летию Ледового побоища (Sc #6059) |

### Необычные эмиссии
В феврале 2003 года в ознаменование победы российских теннисистов в «Кубке Дэвиса-2002», одержанной впервые в истории этих соревнований, был выпущен почтовый блок. На марке блока изображён Кубок Дэвиса с использованием тиснения серебром 99,9 %. На полях блока — теннисный корт зала Берси в Париже. На изображение был нанесён методом термографии измельчённый подлинный грунт с корта (Sc #6751).
В августе 2003 года Почта России выпустила серию из пяти ароматизированных марок «Дары природы». На миниатюрах художник Пётр Жиличкин изобразил ананас, грушу, дыню, землянику и яблоко. Для каждого изображения был подобран соответствующий ароматизатор, который внедрили в клей марки. Помимо этого, впервые в современной марочной истории России, миниатюры серии были сделаны круглыми (Sc #6790-6794).
- Серия ароматизированных марок «Дары природы» (2003)
- Ананас
- Груша
- Дыня
- Земляника
- Яблоко

## Марки-редкости
К числу признанных раритетов почтовых марок Российской империи относят две миниатюры, замыкающие выпуск января 1884 года — так называемую серию «без стрелок» (Yt #36—37). Это последняя серия, в которой перекрещённые почтовые рожки под двуглавым орлом не были ещё дополнены символом телеграфной связи — изломанными стрелами. Отпечатаны они двухцветной печатью на белой рифлёной бумаге (вертикальное «верже») с водяным знаком «орнамент» и буквами «ЭЗГБ». Марки были выпущены небольшими тиражами.
Согласно каталогу почтовых марок России В. В. Лобачевского, за 1884—1890 годы было продано 3976 марок номиналом в 3 рубля 50 копеек и за 1884—1891 годы — 2652 семирублёвых марок. Исключительной редкостью является марка № 36а, отпечатанная на бумаге с горизонтальными полосками рифления (горизонтальное «верже»), известно всего 6—10 чистых и около 20 гашёных экземпляров. Раритетной является марка № 36 с перевёрнутым центром.
Очень редкой разновидностью является марка Российской империи 17-го выпуска (декабрь 1908 года), номиналом в 7 копеек, получившая филателистическое название «Три жемчужины» — по трём кружкам-«жемчужинам» вместо четырёх, расположенным с левой и с правой стороны между рамкой с указанием номинала и орнаментом, обрамляющим центральный овал с гербом (СК #99 I)[≡].
Среди марок РСФСР одними из самых редких являются:
- служебная марка воздушной почты номиналом в 50 копеек, так называемый «Консульский полтинник» (ЦФА [АО «Марка»] #ОС6; Yt #7)[13][≡], а также
- «Красноармеец» — 70-рублёвая беззубцовая марка четвёртого (по другой классификации — третьего) стандартного выпуска оранжевого цвета с изображением красноармейца (ЦФА [АО «Марка»] #75а; Mi #210BF), выпущенная в декабре 1922 — январе 1923 года[≡].

«Консульский полтинник» имел надпечатку «Воздушная почта / 1200 германских марок». Он входил в серию марок, которые в 1922 году, единственный раз в советское время, применялись для оплаты служебной корреспонденции Народного комиссариата иностранных дел и других организаций, доставлявшейся воздушной почтой из Берлина в Москву[≡].
- 1908: «Три жемчужины» (СК #99 I)[^]
- 1922: «Консульский полтинник» (ЦФА [АО «Марка»] #ОС6; Yt #7)[^]
- 1922: «Красноармеец» (ЦФА [АО «Марка»] #75а; Mi #210BF) — марка в центре блока[^]

## Провизории

### Местные переоценки марок 1918—1923 годов
Частое изменение почтовых тарифов и невозможность обеспечения почтовой сети марками необходимых номиналов обусловили проведение периодических переоценок их наличных запасов согласно указаниям Наркомпочтеля РСФСР, не предусматривавшим каких-либо надпечаток. Однако на местах некоторые почтовые учреждения всё же делали на продаваемых переоценённых марках надпечатки или просто надписывали их от руки. На сегодняшний день известно 90 населённых пунктов, выпускавших провизории. Надпечатки на марках Российской империи делались, например, в Армавире, Барнауле, Вольске, Пензе; надписи от руки — в Батраках[≡], Колышлее, Лодейном Поле и других местах.

### Выпуск Горской АССР
Горская АССР была провозглашена 17 ноября 1920 года во Владикавказе. В 1922 году на марках России семнадцатого и двадцать первого выпусков была сделана надпечатка ручным контрольным штемпелем чёрно-серой краской пятиконечной звезды в круге, между лучей которой расположены буквы «Г. С. С. Р.» (Горская Советская Социалистическая Республика). В обращении марки находились короткое время. Они были изъяты и заменены марками РСФСР. Известны с гашениями Владикавказа, Грозного, Слепцовской и других. В негашёном виде продавались в магазинах СФА.

### Провизории 1990-х годов
В первой половине 1990-х годов в России наблюдался расцвет инфляционных провизориев, так как экономические реформы вызвали гиперинфляцию и значительную нехватку марок. Среди провизориев преобладали разнообразные штемпельные отпечатки[≡], но также делались переоценки почтового отправления путём вписывания новой цены от руки, иногда заверявшегося дополнительным оттиском почтового штемпеля, делались надпечатки на советских марках (особенно известны позднее запрещённые к обращению надпечатки Санкт-Петербурга и Ленинградской области, сделанные в 1992 году), применялись для оплаты радиомарки, квитанции, чеки кассовых аппаратов, иногда местные выпуски марок и их суррогатов (носивших обычно полулегальный характер).
В отличие от советских провизориев 1991 года, дополнявших номинал марки, напечатанной на конверте или почтовой карточке, провизории 1990-х годов часто аннулировали знак почтовой оплаты на цельной вещи, то есть номинал надпечатки мог полностью соответствовать действовавшему на тот период тарифу.
Существуют также выпуски, никогда не бывшие в почтовом обращении и имеющие «фантастический» характер.

## Каталогизация
Почтовые марки России различных исторических периодов описаны в ряде каталогов марок, включая:
- Каталог-справочник отечественных знаков почтовой оплаты: сб. в 3 т. — М., 1990—1992. — (Прил. к журн. «Филателия СССР» и «Филателия»).
- Певзнер А. Я. Каталог почтовых марок России 1857—1995. — Центрполиграф, 1995. — 476 с.
- Каталог почтовых марок. 1857—1991. Россия, РСФСР, СССР / Под ред. В. Б. Загорского. — 4-е изд. — СПб.: Стандарт-Коллекция, 2010. — 520 с. — ISBN 978-5-902275-43-5.[^][^]
- Специализированный каталог почтовых марок. Т. 2. Российская Империя. 1845—1917 / Под ред. В. Б. Загорского. — СПб.: Стандарт-Коллекция, 2006. — 192 с. — ISBN 5-902275-10-5.
- Специализированный каталог почтовых марок. Т. 4. РСФСР 1918—1923 / Под ред. В. Б. Загорского. — 2-е изд. — СПб.: Стандарт-Коллекция, 2004. — 112 с. — ISBN 978-5-902275-06-0.
- Каталог почтовых марок, почтовых карточек и конвертов с оригинальными марками. Российская Федерация, 1992—2008 / Общ. ред. В. Б. Загорского. — СПб., 2009. — 203 с. — ISBN 978-5-902275-28-2.
- Каталог почтовых марок 1992—2010. Российская Федерация / Под ред. В. Б. Загорского. — 7-е изд. — СПб.: Стандарт-Коллекция, 2011. — 248 с. — ISBN 978-5-902275-47-3.
- Catalogue of postage stamps. 1992—2010. Russian Federation / Под ред. В. Б. Загорского. — 1-е изд. — СПб.: Стандарт-Коллекция, 2011. — 182 с. — ISBN 978-5-902275-48-0.
- Каталог листов марок 1992—2009. Российская Федерация / Под ред. В. Б. Загорского. — СПб.: Стандарт-Коллекция, 2009. — 72 с. — ISBN 978-5-902275-41-1.
- Первые почтовые марки России. История выпуска. Каталог / Под ред. В. Б. Загорского. — СПб.: Стандарт-Коллекция, 2007. — 88 с. — ISBN 978-5-902275-27-5.
- Пропуски перфорации почтовых марок. СССР 1923—1991. РФ 1992—2009: каталог / Под ред. В. Б. Загорского. — СПб.: Стандарт-Коллекция, 2010. — 64 с. — ISBN 978-5-902275-41-1.
- Майоров А. Г. Разновидности почтовых марок России. Каталог. — М.: Радио и связь, 1989. — 93 с.
- Почтовые редкости России и СССР: альбом / Сост. В. В. Гитин. — СПб.: Стандарт-Коллекция, 2002. — 196 с. — 600 экз. — ISBN 5-87170-091-8.
- Ляпин В. А. Каталог почтовых марок России (1856—1991) / Под общ. ред. В. А. Ляпина. — М.: Справиздат / Изд. И. В. Балабанов. — 2009. — 608 с. — ISBN 978-5-91563-007-8.
- Миронов А. В. Почтовые марки, конверты первого дня и спецгашения первого дня РСФСР и Российской Федерации (1991—2008): специализированный каталог. — М.: Русская академия страхования, 2009. — 232 с.
- Государственные знаки почтовой оплаты. Почтовые марки Российской Федерации 1992—2009 / Сост. Е. А. Обухов, В. И. Пищенко. — М.: ФГУП Издатцентр «Марка», 2009. — 360 с. — ISBN 978-5-9901597-3-0. [Существуют «полноцветный» и «подарочный» варианты издания.]

## Непочтовые марки

### Благотворительные виньетки
В 1912 году выходили непочтовые марки в виде благотворительных виньеток революционного содержания — с портретами Карла Маркса и надписью (на трёх языках): «РСДРП. На избирательную кампанию». Они служили для сбора большевиками средств на агитацию во время выборов в Государственную думу. Марки были изготовлены в Швейцарии и распространялись не только за границей, но и в России в условиях преследования со стороны полиции и сыскного отделения. Примерно тогда же в Латвии были выпущены другие марки с изображением К. Маркса и лозунгом «Пролетарии всех стран, соединяйтесь!». Их отпечатали подпольно в пользу ссыльных и каторжан.
После Октябрьской революции также выходили благотворительные марки, и их покупка в РСФСР имела добровольный характер.

### Фальшивые, поддельные и фантастические марки
Часто подделывались редкие марки Российской империи девятого выпуска («без стрелок»). Широкое распространение получили, в частности, фальсификаты, изготовленные в типографии Франсуа Фурнье в Швейцарии, в Женеве. У подделок, как правило, отсутствует водяной знак. Марки № 36 и 37 также подделывались — путём «удаления» стрелок из марок выпуска 1889—1902 годов. Подобные подделки отличаются от оригинала шириной рожков. Миниатюры выпуска 1884 года имеют ширину рожков 6 мм, а последующего выпуска — всего 3,5 мм. Известны подделки с фальшивыми гашениями «Рига» и «Москва».
Известны фантастическо-спекулятивные выпуски, выдаваемые за провизории 1918—1923 годов, например:
- новочеркасские «провизории» — марки Российской империи без зубцов с фантастическими чёрными литографскими надпечатками нового номинала[18][≡];
- астраханские «провизории» — марки Российской империи и первые марки РСФСР с грубыми чёрными и красными ручными надпечатками нового номинала[2].

В апреле—мае 1922 года в Италии так называемое «Товарищество итальянской филателии в Венеции» распространяло серию из семи марок с зубцами и без зубцов, выпущенную якобы от имени РСФСР. На самом деле эти фантастические марки были изготовлены и проданы со спекулятивной целью неким итальянским предпринимателем Марко Фонтано. На марках помещены следующие изображения: 10 000 рублей — стилизованное изображение рабочего (кузнеца)[≡]; 22 500 рублей — крестьянин (уборка урожая); 50 000рублей — красноармеец со знаменем; 100 000 рублей — советские символы: серп и молот, звезда; 150 000 рублей — портрет В. И. Ленина[≡]; 300 000 рублей — портрет Г. Е. Зиновьева[≡]; 450 000 рублей — портрет Л. Д. Троцкого. Все марки имеют вписанную в овал аббревиатуру «РСФСР» и текст «Почтовая марка».
- Фантастическо-спекулятивный выпуск от имени РСФСР («марки Фонтано», 1922)
- В. И. Ленин (150 000 рублей)[^]
- Кузнец (10 000 рублей)[^] и Г. Е. Зиновьев (300 000 рублей)[^]

В 1923 году за границей (предположительно итальянской фирмой Марко Фонтано в Венеции) была издана серия из трёх марок аллегорических рисунков. Русские буквы в тексте имеют неправильное начертание. В слове «Почта» буква «ч» напоминает «у», а в слове «руб.» — вместо «б» стоит «ъ». Марки без зубцов. Часть из них отпечатана на белой, часть на жёлтой бумаге: 5000 рублей — мужчина и женщина в лучах солнца (синяя), 10 000 рублей — «шестилетие революции» (красная), на ней имеются даты: 1917—1923[≡]; 20 000 рублей — грифон и воин (зелёная), на ней отсутствует аббревиатура «РСФСР».
В начале 1990-х годов появилось множество выпусков, изданных от имени регионов России, никогда не бывших в почтовом обращении и имеющих «фантастический» характер. Эти выпуски представляли собой различные надпечатки, выполненные на почтовых марках СССР и России, а также непочтовых марках, и фальсификаты оригинальных рисунков.
Марки надпечатывались от имени Башкирии, Дагестана[≡], Карелии, Тувы и других регионов; от имени несуществующих Новгородской республики, Республики Колыма[≡], Еврейской республики, а также от имени российских городов, например, Хабаровска, Тулы, Уфы и многих других.
С середины 1990-х годов появились марки оригинальных рисунков на популярные в филателии темы (флора, фауна, техника, шоу-бизнес и т. п.), изданные от имени республик, входящих в состав Российской Федерации. Российская почтовая администрация неоднократно уведомляла Всемирный почтовый союз (ВПС) о нелегитимных изданиях марок от имени ряда административно-территориальных единиц России. В 2000 году ВПС на основе информации, предоставленной департаментом почтовой связи России, опубликовал список, в котором перечислялись административные единицы, регионы и просто географические районы России, от имени которых были выпущены марки в ущерб почте: Адыгея, Алтай, Амурская область (Амурская республика), Башкортостан, Бурятия, Чувашия, Восточная Сибирь, Дагестан[≡], Земля Франца-Иосифа, Ичкерия, Ингушетия, Еврейская АО (Еврейская республика), Кабардино-Балкария, Калмыкия, Камчатка, Карачаево-Черкесия, Карелия, Хакасия, остров Колгуев, Коми, Корякия, остров Кунашир, Курильские острова, Марий Эл, Мордовия, Новая Земля, Северная Осетия, Новосибирские острова, Русская Антарктика, Саха-Якутия, Сахалин, Шпицберген, Татарстан, Тува, Удмуртия, Эвенкия.
- Примеры постсоветских фантастическо-спекулятивных выпусков
- Фантастическая надпечатка на стандартных марках СССР (ЦФА [АО «Марка»] № 4736) от имени Республики Колыма (1993)[^]
- Марка, отпечатанная от имени Дагестана[^]